# Eva Mag
Eva Mag est une série télévisée française en 21 épisodes de 26 minutes diffusée à partir du 27 mars 1999 sur Canal+ et rediffusée sur Comédie !.

## Synopsis
Cette sitcom met en scène les déboires de l'équipe rédactionnelle d'un journal féminin, Eva Mag.

## Distribution
- Chantal Lauby : Louise
- Renaud Bécard : Thomas
- Jean-Noël Brouté : Charles
- Tatiana Gousseff : Solange
- Gwendoline Hamon : Adeline
- Olga Sékulic : Katia
- Valérie Karsenti : l'ex-femme de Charles
- Mata Gabin : Maïmouna
- Cyril Aubin

## Épisodes
1. Haute couture
2. Victime de la mode
3. Haute sécurité
4. Il était une fois…
5. Bidon
6. Vingt ans après
7. Sans papiers
8. Le Mot de la fin
9. Tendre cousine
10. Service compris
11. Un an déjà
12. Révélation
13. La Brouille
14. Thomas Tome I
15. La Double Vie de Katia
16. Jamais sans mon fils
17. Le Joueur
18. Ça revient et ça s’en va
19. Dis-moi oui !
20. Deux fois trois
21. Chienne de vie